# Palmon ashmeadi
Palmon ashmeadi är en stekelart som först beskrevs av Crawford 1910.  Palmon ashmeadi ingår i släktet Palmon och familjen gallglanssteklar. Inga underarter finns listade i Catalogue of Life.